# Kenny Morrison
Kenny Morrison (Los Angeles, 31 dicembre 1974) è un attore statunitense.
Morrison è famoso per aver interpretato Atreyu in La storia infinita 2. Il suo primo ruolo è stato come Tom McKaskel nel film tv Pronti a morire, basato sul romanzo di Louis L'Amour. Morrison è anche apparso in diverse serie tv tra cui Vita col nonno, Casalingo Superpiù e Genitori in blue jeans. Ha avuto un ruolo cameo in un episodio della serie Star Trek: Voyager, in cui interpretava il giovane Gerron.
Negli anni 2000 ha partecipato anche ad altri film, tra cui Little Athens.                                                       
Morrison è anche fotografo e ha diretto un video ed un documentario.

## Filmografia
- La storia infinita 2 (1990)
- Little Athens (2005)
- Pinche burro (2006)
- I'll Be There with You (2006)

### Televisione
- Casalingo Superpiù (1984-1992)
- Genitori in blue jeans (1985-1992)